# Unterhaltungssoftware Selbstkontrolle
 (octobre 2019).
Si vous disposez d'ouvrages ou d'articles de référence ou si vous connaissez des sites web de qualité traitant du thème abordé ici, merci de compléter l'article en donnant les références utiles à sa vérifiabilité et en les liant à la section « Notes et références ».
Pour les articles homonymes, voir Usk.
L’Unterhaltungssoftware Selbstkontrolle ou USK en français : « auto-contrôle des logiciels de divertissement » est un système d'évaluation des jeux vidéo allemand.

## Classification
Le système de notation de l'USK contient cinq catégories concernant les jeux vidéo : sans restriction d'âge, déconseillé aux moins de 6 ans, aux moins de 12 ans, aux moins de 16 ans et aux moins de 18 ans. Pour chaque catégorie, un logo déterminé a été conçu et se trouve accolé ou imprimé sur la couverture des jeux. Le 1er juin 2009, les logos utilisés ont été modifiés, bien que les catégories soient restées les mêmes.
| Icône     | Icône     | Icône         | Description |
| 1994-2003 | 2003-2009 | 1er juin 2009 | Description |
| --------- | --------- | ------------- | --- |
|           |           |               | Freigegeben ohne Altersbeschränkung (Sans restriction d'âge) Les jeux appartenant à cette classification ne contiennent aucun élément de violence ou d'allusion à la sexualité. La « difficulté » du jeu n'est en revanche pas prise en compte dans cette notation. Certains jeux accompagnés de ce symbole peuvent ainsi être inadaptés à un public très jeune. |
|           |           |               | Freigegeben ab 6 Jahren (À partir de 6 ans) Les jeux appartenant à cette classification peuvent contenir des notions abstraites, d'ordre comique ou au contraire plus sombres et donc inadaptées à un public âgé de moins de 6 ans. |
|           |           |               | Freigegeben ab 12 Jahren (À partir de 12 ans) Les jeux appartenant à cette classification peuvent représenter ou évoquer des scènes de guerre ou de combats, et contenir des dialogues « suggestifs ». Toute scène de combat reste dans un cadre historique ou de science-fiction, et la violence est minimale.                                                  |
|           |           |               | Freigegeben ab 16 Jahren (À partir de 16 ans) Les jeux appartenant à cette classification contiennent de fréquentes scènes de fusillades en face-à-face avec cependant une violence modérée (il n'y a pas de sang visible). Ces jeux peuvent traiter de thèmes liés à la sexualité.                                                                              |
|           |           |               | Keine Jugendfreigabe (Ne convient pas pour les jeunes) Les jeux appartenant à cette classification contiennent des scènes de brutalité et de violence accompagnées d'effusions de sang. Ces jeux peuvent glorifier le thème de la guerre ou la violation des Droits de l'homme.                                                                                  |